# Pojkarnas monobob i bob vid olympiska vinterspelen för ungdomar 2020
Pojkarnas monobob i bob vid olympiska vinterspelen för ungdomar 2020 hölls på St. Moritz-Celerina Olympic Bobrun den 20 januari 2020.

## Resultat
Tävlingen startade med första åket klockan 12:00 och fortsatte med andra åket klockan 13:15.
| Pl. | Nr | Namn                  | Nation           | Tid 1   | Pl. 1 | Tid 2   | Pl. 2 | Totalt  | Skillnad |
| --- | -- | --------------------- | ---------------- | ------- | ----- | ------- | ----- | ------- | -------- |
| 1   | 4  | Alexander Czudaj      | Tyskland         | 1.12,43 | 1     | 1.12,37 | 5     | 2.24,80 |          |
| 1   | 7  | Andrei Nica           | Rumänien         | 1.12,81 | 2     | 1.11,99 | 1     | 2.24,80 |          |
| 3   | 9  | Quentin Sanzo         | Liechtenstein    | 1.13,01 | 3     | 1.12,17 | 3     | 2.25,18 | +0,38    |
| 4   | 1  | Nathan Besnard        | Frankrike        | 1.13,23 | 4     | 1.12,07 | 2     | 2.25,30 | +0,50    |
| 5   | 13 | Pavel Zhichkin        | Ryssland         | 1.13,82 | 9     | 1.12,59 | 6     | 2.26,41 | +1,61    |
| 6   | 2  | Kim Ji-min            | Sydkorea         | 1.13,66 | 7     | 1.12,87 | 7     | 2.26,53 | +1,73    |
| 7   | 3  | Fabian Gisler         | Schweiz          | 1.14,30 | 12    | 1.12,29 | 4     | 2.26,59 | +1,79    |
| 8   | 14 | Renārs Grantiņs       | Lettland         | 1.13,44 | 5     | 1.13,33 | 10    | 2.26,77 | +1,97    |
| 9   | 6  | Bridger Stone         | USA              | 1.13,47 | 6     | 1.13,33 | 10    | 2.26,80 | +2,00    |
| 10  | 17 | Martin Sviták         | Slovakien        | 1.13,67 | 8     | 1.13,15 | 8     | 2.26,82 | +2,02    |
| 11  | 15 | Oskar Langowski       | Polen            | 1.13,89 | 10    | 1.13,16 | 9     | 2.27,05 | +2,25    |
| 12  | 16 | William Scammell      | Storbritannien   | 1.14,24 | 11    | 1.14,02 | 12    | 2.28,26 | +3,46    |
| 13  | 8  | Gustavo Ferreira      | Brasilien        | 1.14,33 | 13    | 1.14,62 | 13    | 2.28,95 | +4,15    |
| 14  | 12 | Theodor Lööv von Hage | Sverige          | 1.15,02 | 15    | 1.15,20 | 16    | 2.30,22 | +5,42    |
| 15  | 11 | Toni Nimac            | Kroatien         | 1.15,27 | 16    | 1.15,12 | 14    | 2.30,39 | +5,59    |
| 16  | 18 | Marco Farina          | Italien          | 1.14,76 | 14    | 1.15,65 | 18    | 2.30,41 | +5,61    |
| 17  | 10 | Colton Dagenais       | Kanada           | 1.15,67 | 17    | 1.15,14 | 15    | 2.30,81 | +6,01    |
| 18  | 5  | Chen Yu-lun           | Kinesiska Taipei | 1.15,68 | 18    | 1.15,31 | 17    | 2.30,99 | +6,19    |